# Березенко Лариса Григорівна
Березенко Лариса Григорівна (29 березня 1968, Запоріжжя) — українська кікбоксерка і боксерка, заслужений майстер спорту України з кікбоксингу, майстер спорту міжнародного класу України з боксу, чемпіонка світу з кікбоксингу (2001, 2002), чемпіонка світу з боксу (2002), чемпіонка України з бойових мистецтв, переможниця і призерка міжнародних турнірів з кікбоксингу.

## Спортивна кар'єра
Лариса Березенко змалку займалася різними видами спорту: легкою атлетикою, баскетболом, футболом. 1995 року перейшла до кікбоксингу, а згодом зайнялась і боксом.
- 1995 року вперше взяла участь у чемпіонаті світу з кікбоксингу, що проходив у Києві.
- 1998 року стала чемпіонкою Балканських країн з кікбоксингу.
- 2000 року стала чемпіонкою Європи з кікбоксингу Єзоло WAKO[2]
- 2001 року стала чемпіонкою світу з кікбоксингу в Австрія IAKSA[3][1]
- 2002 року спочатку стала вдруге чемпіонкою світу з кікбоксингу, а потім, здобувши по ходу змагань чотири перемоги, — ще й чемпіонкою світу з боксу.

1996 року Лариса Березенко закінчила Запорізький педагогічний інститут. Паралельно з виступами пробувала тренувати, тож після завершення виступів перейшла на тренерську роботу в ДЮСШ «Мастер-Січ» (Запоріжжя).

## Волонтерська діяльність
Від початку повномасштабної російської агресії 2022 року працює у волонтерському центрі «Паляниця». З ранку плете маскувальні сітки для фронту, а пообіді — проводить тренування дітей.